# Blodspår
För andra betydelser, se Blodspår (olika betydelser).
Blodspår är spår av blod som lämnas av skadade djur (eller människor). Eftersökshundar är tränade att inte intressera sig för doftspår eller vittring, utan endast följa blodspår från skadskjutet eller trafikskadat vilt. För detta finns särskilda jaktprov. Apporterande hundar, främst retriever, har nedärvt ointresse för vilt som är oskadat.